# Gare de Bjørnfjell
La gare de Bjørnfjell est une gare ferroviaire de la ligne d'Ofot dans le hameau de Bjørnfjell, situé à 40.42km du port de Narvik.